# العلاقات الأفغانية النيوزيلندية
العلاقات الأفغانية النيوزيلندية هي العلاقات الثنائية التي تجمع بين أفغانستان ونيوزيلندا.

## مقارنة بين البلدين
هذه مقارنة عامة ومرجعية للدولتين:
| وجه المقارنة                                              | أفغانستان                    | نيوزيلندا                                              |
| --------------------------------------------------------- | ---------------------------- | ------------------------------------------------------ |
| المساحة (كم2)                                             | 652.23 ألف                   | 268.02 ألف                                             |
| عدد السكان (نسمة)                                         | 34.94 مليون                  | 4.24 مليون                                             |
| الكثافة السكانية (ن./كم²)                                 | 53.57                        | 15.82                                                  |
| العاصمة                                                   | كابل                         | ويلينغتون، أوكلاند                                     |
| اللغة الرسمية                                             | اللغة البشتوية، اللغة الدرية | لغة إنجليزية، اللغة الماورية، لغة الإشارة النيوزيلندية |
| العملة                                                    | أفغاني                       | دولار نيوزيلندي، الجنيه النيوزيلندي                    |
| الناتج المحلي الإجمالي (بليون دولار)                      | 20.82 مليار                  | 205.85 مليار                                           |
| الناتج المحلي الإجمالي (تعادل القوة الشرائية) بليون دولار | 62.62 مليار                  |                                                        |
| الناتج المحلي الإجمالي الاسمي للفرد دولار أمريكي          | 594                          |                                                        |
| الناتج المحلي الإجمالي للفرد دولار أمريكي                 | 1.93 ألف                     |                                                        |
| مؤشر التنمية البشرية                                      | 0.479                        | 0.914                                                  |
| رمز المكالمات الدولي                                      | +93                          | +64                                                    |
| رمز الإنترنت                                              | .af                          | .nz                                                    |
| المنطقة الزمنية                                           | ت ع م+04:30                  | ت ع م+13:00، ت ع م+12:00                               |

## منظمات دولية مشتركة
يشترك البلدان في عضوية مجموعة من المنظمات الدولية، منها:
| علم المنظمة | اسم المنظمة                               | تاريخ انضمام أفغانستان | تاريخ انضمام نيوزيلندا |
| ----------- | ----------------------------------------- | ---------------------- | ---------------------- |
|             | بنك التنمية الآسيوي                       | 1966                   | 1966                   |
|             | مؤسسة التنمية الدولية                     | 2 فبراير 1961          | 1 أكتوبر 1974          |
|             | يونسكو                                    | 4 مايو 1948            | 4 نوفمبر 1946          |
|             | وكالة ضمان الاستثمار متعدد الأطراف        | 16 يونيو 2003          | 22 أبريل 2008          |
|             | الأمم المتحدة                             | 19 نوفمبر 1946         | 24 أكتوبر 1945         |
|             | الاتحاد البريدي العالمي                   | ?                      | ?                      |
|             | البنك الدولي للإنشاء والتعمير             | 14 يوليو 1995          | 31 أغسطس 1961          |
|             | الاتحاد الدولي للاتصالات                  | 12 أبريل 1928          | 3 يونيو 1878           |
|             | منظمة حظر الأسلحة الكيميائية              | ?                      | ?                      |
|             | مؤسسة التمويل الدولية                     | 23 سبتمبر 1957         | 31 أغسطس 1961          |
|             | المركز الدولي لتسوية المنازعات الاستشارية | 25 يوليو 1968          | 2 مايو 1980            |
|             | منظمة الشرطة الجنائية الدولية             | ?                      | ?                      |

## وصلات خارجية
- موقع وزارة الخارجية الأفغانية
- موقع وزارة الخارجية النيوزيلندية